# Castandet
Castandet est une commune du Sud-Ouest de la France, située dans le département des Landes (région Nouvelle-Aquitaine). Le village est un important centre potier du Moyen Âge au XXe siècle.

## Géographie

### Communes limitrophes
Les communes limitrophes sont  Bordères-et-Lamensans, Cazères-sur-l'Adour, Grenade-sur-l'Adour, Hontanx, Maurrin, Pujo-le-Plan et Saint-Gein.
| Maurrin             | Pujo-le-Plan          | Saint-Gein          |
|                     | Castandet             | Hontanx             |
| Grenade-sur-l'Adour | Bordères-et-Lamensans | Cazères-sur-l'Adour |

### Climat
Pour des articles plus généraux, voir Climat de la Nouvelle-Aquitaine et Climat des Landes.
Historiquement, la commune est exposée à un climat océanique aquitain.  
En 2020, Météo-France publie une typologie des climats de la France métropolitaine dans laquelle la commune est exposée à un climat océanique et est dans la région climatique  Aquitaine, Gascogne, caractérisée par une pluviométrie abondante au printemps, modérée en automne, un faible ensoleillement au printemps, un été chaud (19,5 °C), des vents faibles, des brouillards fréquents en automne et en hiver et des orages fréquents en été (15 à 20 jours).
Pour la période 1971-2000, la température annuelle moyenne est de 13 °C, avec une amplitude thermique annuelle de 14,4 °C. Le cumul annuel moyen de précipitations est de 1 020 mm, avec 11,7 jours de précipitations en janvier et 7,5 jours en juillet. Pour la période 1991-2020, la température moyenne annuelle observée sur la station météorologique la plus proche, située sur la commune de Grenade-sur-l'Adour à 8 km à vol d'oiseau, est de 14,1 °C et le cumul annuel moyen de précipitations est de 1 009,5 mm,. Pour l'avenir, les paramètres climatiques de la commune estimés pour 2050 selon différents scénarios d’émission de gaz à effet de serre sont consultables sur un site dédié publié par Météo-France en novembre 2022.

## Urbanisme

### Typologie
Au 1er janvier 2024, Castandet est catégorisée commune rurale à habitat très dispersé, selon la nouvelle grille communale de densité à sept niveaux définie par l'Insee en 2022.
Elle est située hors unité urbaine. Par ailleurs la commune fait partie de l'aire d'attraction de Mont-de-Marsan, dont elle est une commune de la couronne,. Cette aire, qui regroupe 101 communes, est catégorisée dans les aires de 50 000 à moins de 200 000 habitants,.

### Occupation des sols

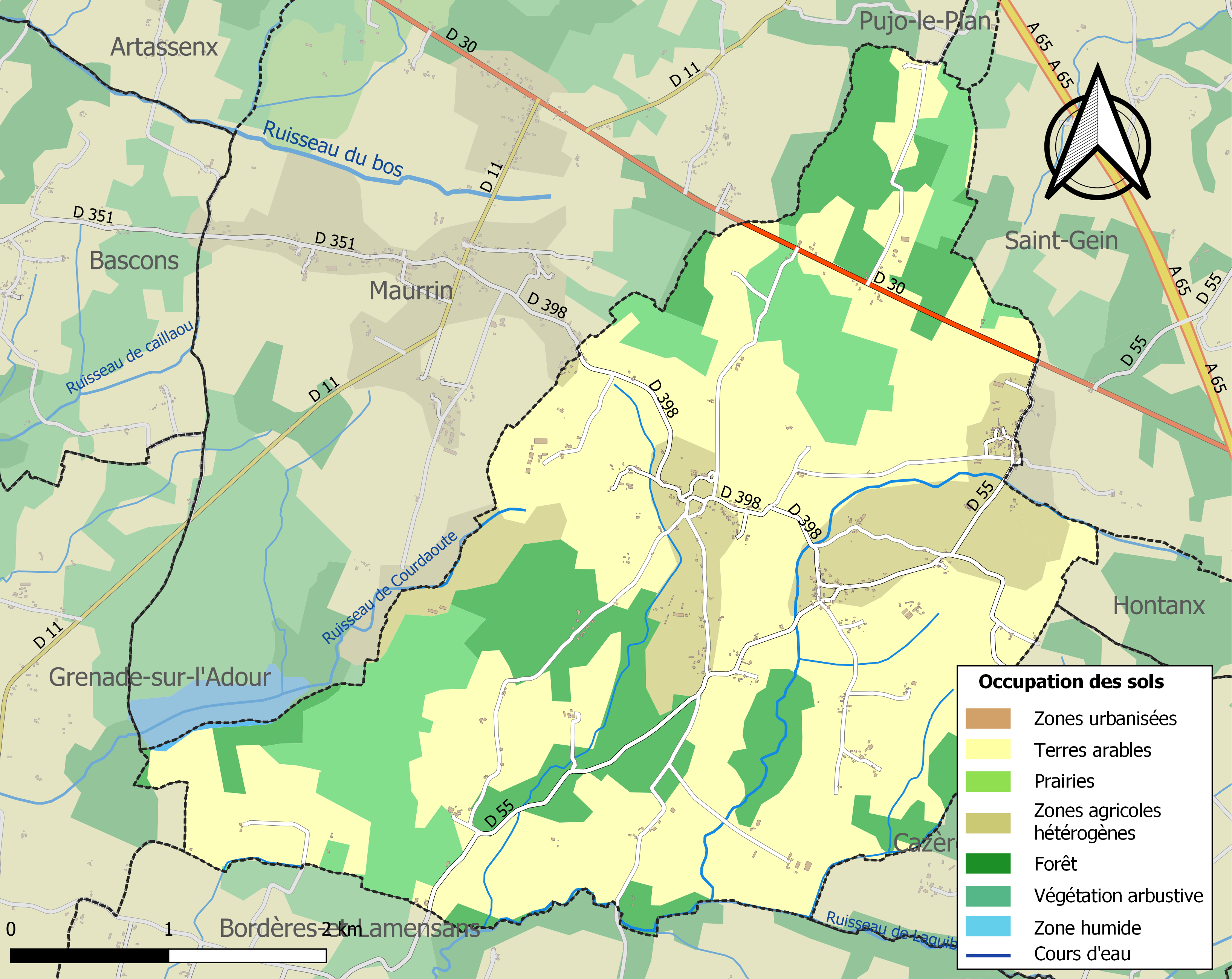
Carte des infrastructures et de l'occupation des sols de la commune en 2018 (CLC).

L'occupation des sols de la commune, telle qu'elle ressort de la base de données européenne d’occupation biophysique des sols Corine Land Cover (CLC), est marquée par l'importance des territoires agricoles (69,2 % en 2018), en augmentation par rapport à 1990 (67,2 %). La répartition détaillée en 2018 est la suivante : 
terres arables (56,6 %), forêts (17,8 %), milieux à végétation arbustive et/ou herbacée (13 %), zones agricoles hétérogènes (12,6 %). L'évolution de l’occupation des sols de la commune et de ses infrastructures peut être observée sur les différentes représentations cartographiques du territoire : la carte de Cassini (XVIIIe siècle), la carte d'état-major (1820-1866) et les cartes ou photos aériennes de l'IGN pour la période actuelle (1950 à aujourd'hui).

### Risques majeurs
Le territoire de la commune de Castandet est vulnérable à différents aléas naturels : météorologiques (tempête, orage, neige, grand froid, canicule ou sécheresse), feux de forêts, mouvements de terrains et séisme (sismicité faible). Il est également exposé à un risque technologique, le transport de matières dangereuses. Un site publié par le BRGM permet d'évaluer simplement et rapidement les risques d'un bien localisé soit par son adresse soit par le numéro de sa parcelle.

#### Risques naturels
Castandet est exposée au risque de feu de forêt. Depuis le 20 avril 2016, les départements de la Gironde, des Landes et de Lot-et-Garonne disposent d’un règlement interdépartemental de protection de la forêt contre les incendies. Ce règlement vise à mieux prévenir les incendies de forêt, à faciliter les interventions des services et à limiter les conséquences, que ce soit par le débroussaillement, la limitation de l’apport du feu ou la réglementation des activités en forêt. Il définit en particulier cinq niveaux de vigilance croissants auxquels sont associés différentes mesures,.
Les mouvements de terrains susceptibles de se produire sur la commune sont des tassements différentiels.

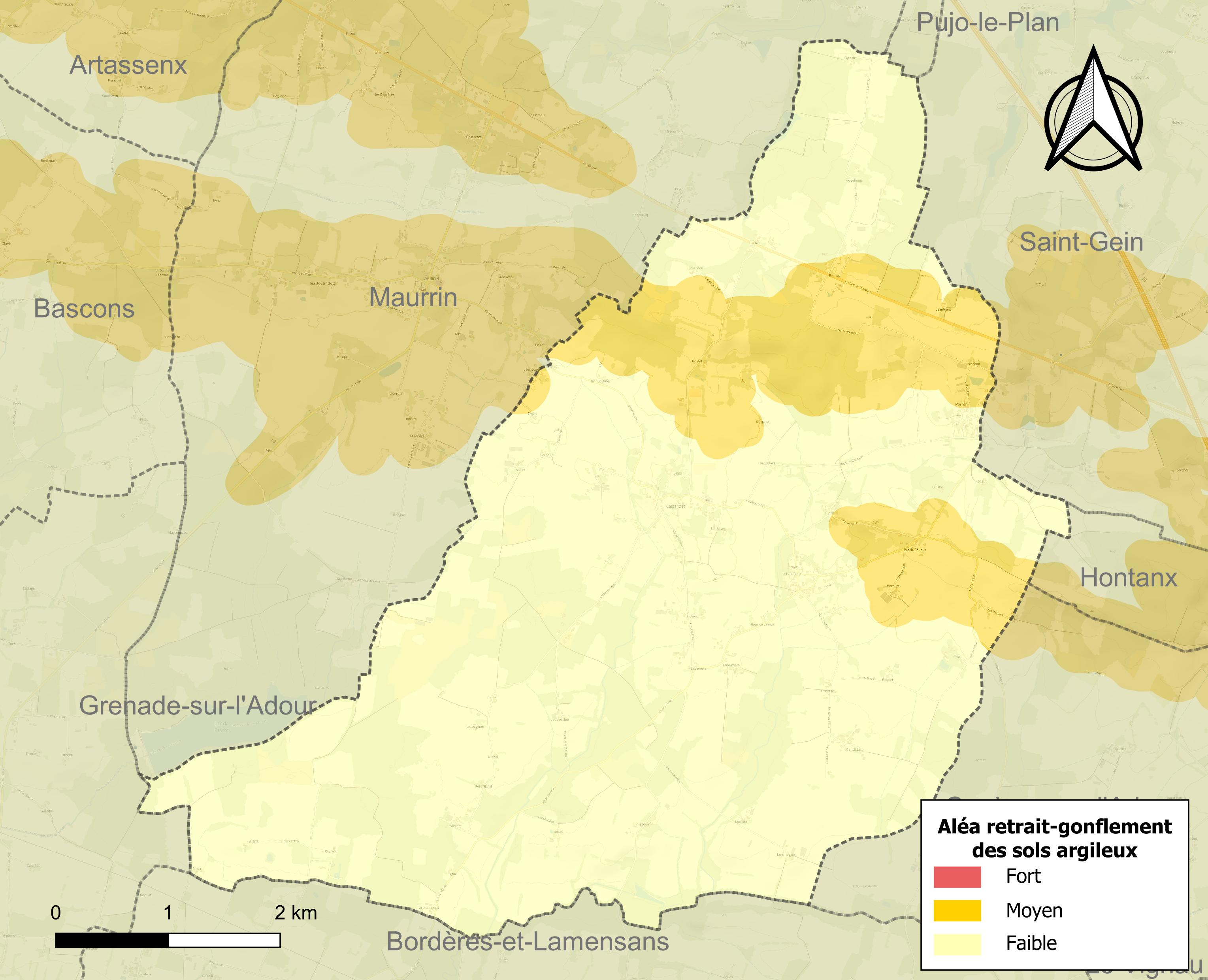
Carte des zones d'aléa retrait-gonflement des sols argileux de Castandet.

Le retrait-gonflement des sols argileux est susceptible d'engendrer des dommages importants aux bâtiments en cas d’alternance de périodes de sécheresse et de pluie. 17,9 % de la superficie communale est en aléa moyen ou fort (19,2 % au niveau départemental et 48,5 % au niveau national). Sur les 194 bâtiments dénombrés sur la commune en 2019, 33 sont en aléa moyen ou fort, soit 17 %, à comparer aux 17 % au niveau départemental et 54 % au niveau national. Une cartographie de l'exposition du territoire national au retrait gonflement des sols argileux est disponible sur le site du BRGM,.
La commune a été reconnue en état de catastrophe naturelle au titre des dommages causés par les inondations et coulées de boue survenues en 1999 et 2009 et par des mouvements de terrain en 1999

#### Risques technologiques
Le risque de transport de matières dangereuses sur la commune est lié à sa traversée par une ou des infrastructures routières ou ferroviaires importantes ou la présence d'une canalisation de transport d'hydrocarbures. Un accident se produisant sur de telles infrastructures est susceptible d’avoir des effets graves sur les biens, les personnes ou l'environnement, selon la nature du matériau transporté. Des dispositions d’urbanisme peuvent être préconisées en conséquence.

## Histoire
L'actuelle commune de Castandet possède sur son territoire l'ancienne bastide médiévale anglaise de Rondebœuf fondée en 1315 par Guillaume de Rondebœuf. Le bourg de Castandet quant à lui est un village potier dont l'activité culmine au début du XXe siècle grâce à la présence d'argiles et de marnes.

## Politique et administration
| Période                                  | Période   | Identité            | Étiquette | Qualité                                                           |
| ---------------------------------------- | --------- | ------------------- | --------- | ----------------------------------------------------------------- |
| 1996                                     | mars 2014 | Michel Priam        |           | Retraité agricole                                                 |
| mars 2014                                | En cours  | Jean-Michel Duclavé | UMP-LR    | Chef d'entreprise, conseiller départemental suppléant (2015-2021) |
| Les données manquantes sont à compléter. |           |                     |           |                                                                   |

### Jumelages
- Hombourg (France).

## Démographie
| 1793  | 1800 | 1806  | 1821  | 1831  | 1836  | 1841  | 1846  | 1851  |
| ----- | ---- | ----- | ----- | ----- | ----- | ----- | ----- | ----- |
| 1 500 | 766  | 1 092 | 1 089 | 1 060 | 1 075 | 1 070 | 1 051 | 1 035 |

| 1856 | 1861 | 1866 | 1872 | 1876 | 1881 | 1886 | 1891 | 1896 |
| ---- | ---- | ---- | ---- | ---- | ---- | ---- | ---- | ---- |
| 990  | 992  | 950  | 900  | 895  | 825  | 848  | 830  | 776  |

| 1901 | 1906 | 1911 | 1921 | 1926 | 1931 | 1936 | 1946 | 1954 |
| ---- | ---- | ---- | ---- | ---- | ---- | ---- | ---- | ---- |
| 763  | 763  | 718  | 594  | 573  | 532  | 506  | 452  | 466  |

| 1962 | 1968 | 1975 | 1982 | 1990 | 1999 | 2006 | 2011 | 2016 |
| ---- | ---- | ---- | ---- | ---- | ---- | ---- | ---- | ---- |
| 431  | 433  | 397  | 384  | 375  | 413  | 407  | 398  | 396  |

| 2021 | 2022 | - | - | - | - | - | - | - |
| ---- | ---- | - | - | - | - | - | - | - |
| 413  | 420  | - | - | - | - | - | - | - |

## Culture locale et patrimoine

### Lieux et monuments
- Dernier four à poterie subsistant dans la commune. Exposition permanente de poterie à la mairie[21].
- Maison du patrimoine castandétois, musée sur l'histoire du village, notamment la poterie, inauguré en 2024
- Église Saint-Vincent-de-Xaintes de Castendet, édifiée au XIXe siècle.

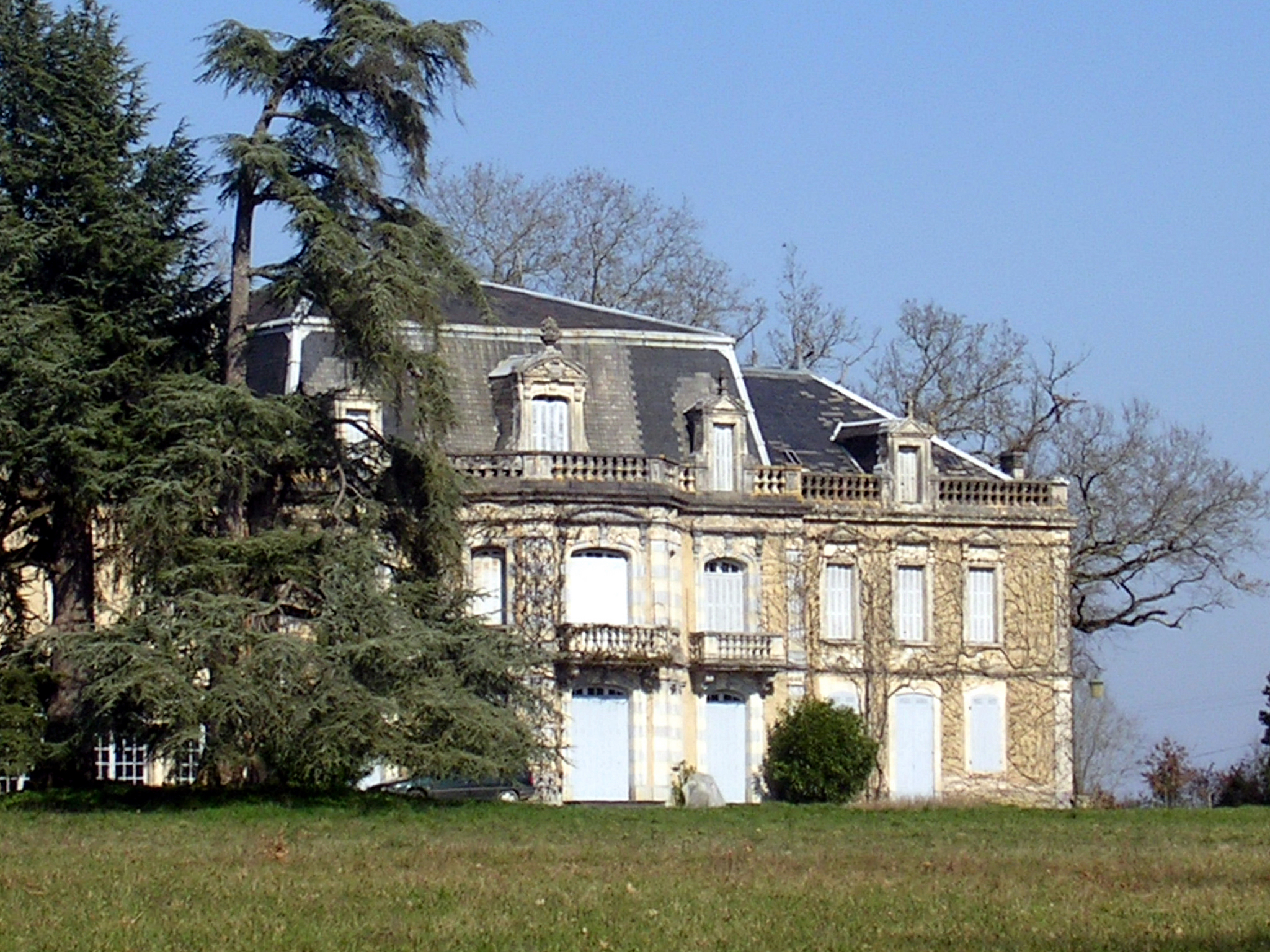
Château de Castandet.
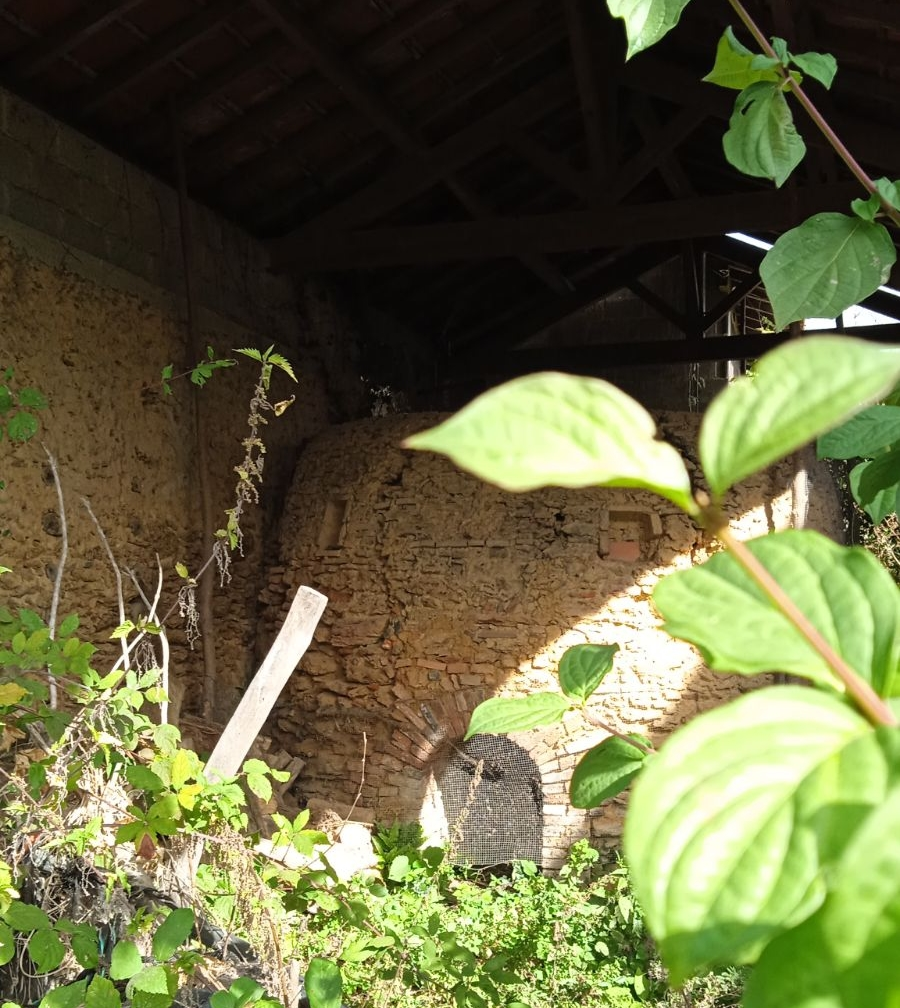
Dernier four à poterie, bâti au XIXe siècle.

- Château de Castandet.
- Dernier four à poterie, bâti au XIXe siècle.